# Glurnser Köpfl
Das Glurnser Köpfl (italienisch Monte di Glorenza) ist ein 2395 m hoher Berg in den nördlichen Ortler-Alpen im Westen Südtirols. Es bildet den nördlichsten Gipfel des Chavalatschkamms, einer am Stilfser Joch im Süden beginnenden Bergkette. Das im Nationalpark Stilfserjoch unter Schutz gestellte Köpfl ist von den umliegenden Orten aus leicht zu erreichen und daher ein oft besuchtes Wanderziel.

## Lage und Umgebung
Das Glurnser Köpfl bildet den nördlichsten Punkt des Chavalatschkamms, der sich vom Stilfser Joch nordwärts bis zum Vinschger Oberlauf der Etsch erstreckt. Benachbarte Berge sind im Süden der Plaschweller, mit 2534 m Höhe, und im weiteren Verlauf des Kammes, getrennt durch die Rifairscharte (2510 m), der 2764 m hohe Piz Chavalatsch. Nach Osten fällt der Kamm ins Etschtal ab, nach Westen ins Münstertal (bündnerromanisch Val Müstair). Nächstgelegene Orte sind im Nordosten Glurns, im Norden Laatsch, im Osten Lichtenberg und im Westen Taufers.

## Geologie
Das Gebiet gehört zur Vinschgauer Schieferzone. Der Chavalatschkamm, und besonders das Glurnser Köpfl, bestehen aus für die nordwestlichen Ortler-Alpen und auch Ötztaler Alpen charakteristischen Phyllitgneisen mit Granitgneis-Einlagerungen, Granatphylliten und plagioklasführenden Biotitglimmerschiefern.

## Touristische Erschließung
Das Glurnser Köpfl ist von den umliegenden Ortschaften leicht zu erreichen. Gut markierte Wanderwege führen in etwa vier Stunden zum Gipfel. In einer halben Stunde kann vom Köpfl aus der Plaschweller erreicht werden.